# Bachariewo (obwód wołogodzki)
Bachariewo (ros. Бахарево) – wieś w Rosji, w rejonie wielikoustidzkim obwodu wołogodzkiego. W 2010 r. liczyła 81 mieszkańców.